# Histologie

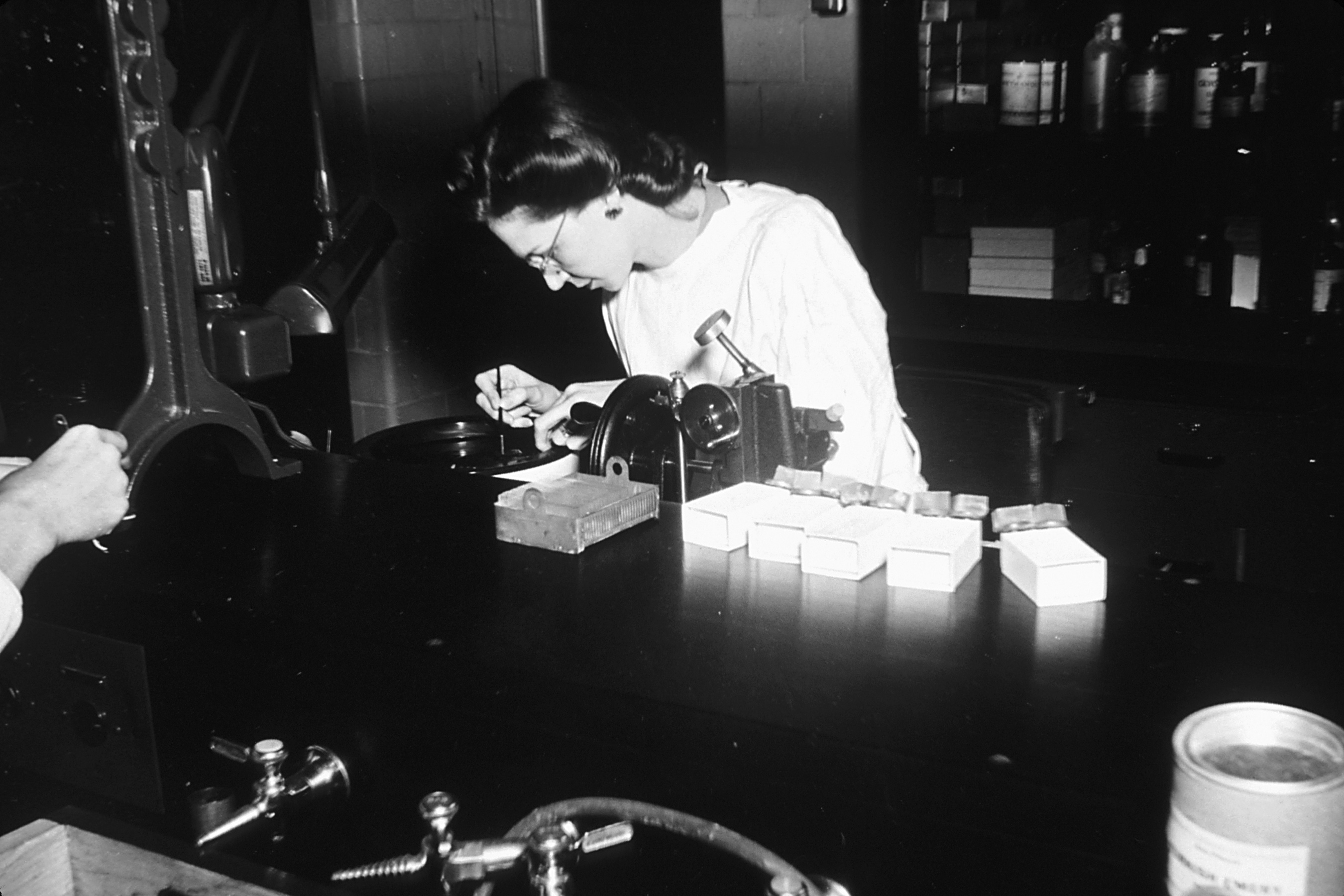
O femeie care creează secțiuni de țesut încorporate în ceară de parafină este tăiată și plutită pe o baie cu apă fierbinte în pregătirea pentru studiul histologic.

Histologia (din limba greacă histos- țesut și logos- cunoaștere), cunoscută și sub denumirea de anatomie microscopică sau microanatomie, este ramura biologiei care studiază anatomia microscopică a țesuturilor biologice. În uzul modern, termenul de histologie include: studiul organelor, studiul țesuturilor și studiul celulelor (citologie), totul efectuat cu ajutorul microscopului optic sau a celui electronic. Histologia este complementară anatomiei macroscopice, care analizează structurile mai mari, vizibile fără microscop.

## Istorie

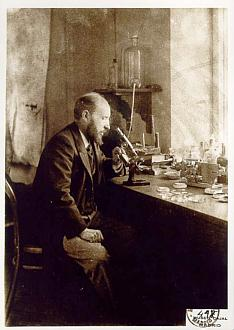
Ramón y Cajal în laboratorul său

În secolul al XVII-lea, Marcello Malpighi a utilizat microscopul pentru a studia structura organelor la lilieci, broaște și alte animale, fiind considerat unul dintre fondatorii histologiei și ai patologiei microscopice. Studiind plămânul, a observat alveolele pulmonare și capilarele, stabilind mecanismul prin care oxigenul pătrunde în sânge.
În secolul al XIX-lea, histologia a devenit o disciplină academică de sine stătătoare. Xavier Bichat a introdus conceptul de țesut în anatomie în 1801 și a descris 21 de tipuri de țesuturi, care se regăsesc în clasificarea modernă. Termenul „histologie” a fost utilizat pentru prima dată de Karl Meyer în 1819.
În anii 1830, Jan Evangelista Purkyně a inventat microtomul de mare precizie, iar în a doua jumătate a secolului s-au dezvoltat tehnici de fixare și montare a probelor microscopice. Printre acestea se numără utilizarea formaldehidei, parafinei pentru conservarea secțiunilor histologice. În 1838 este emisă teoria celulară.
În 1906, Premiul Nobel a fost acordat histologilor Camillo Golgi și Santiago Ramón y Cajal. Golgi a dezvoltat tehnica de impregnare argentică, iar Ramón y Cajal a demonstrat că neuronii sunt unități distincte, stabilind astfel baza teoriei neuronale.

## Clasificarea țesuturilor animale

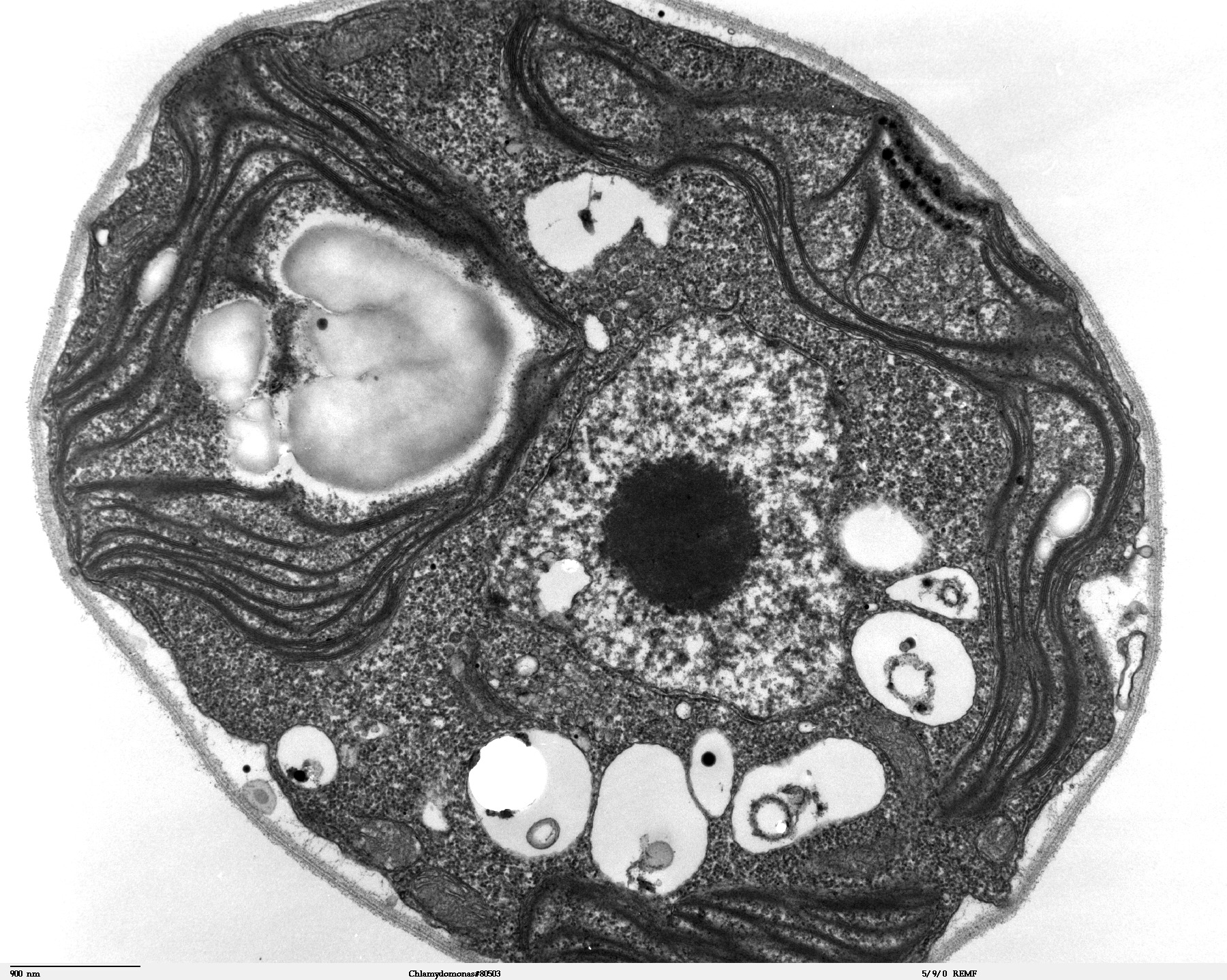
Algele verzi sub un microscop electronic de transmisie.

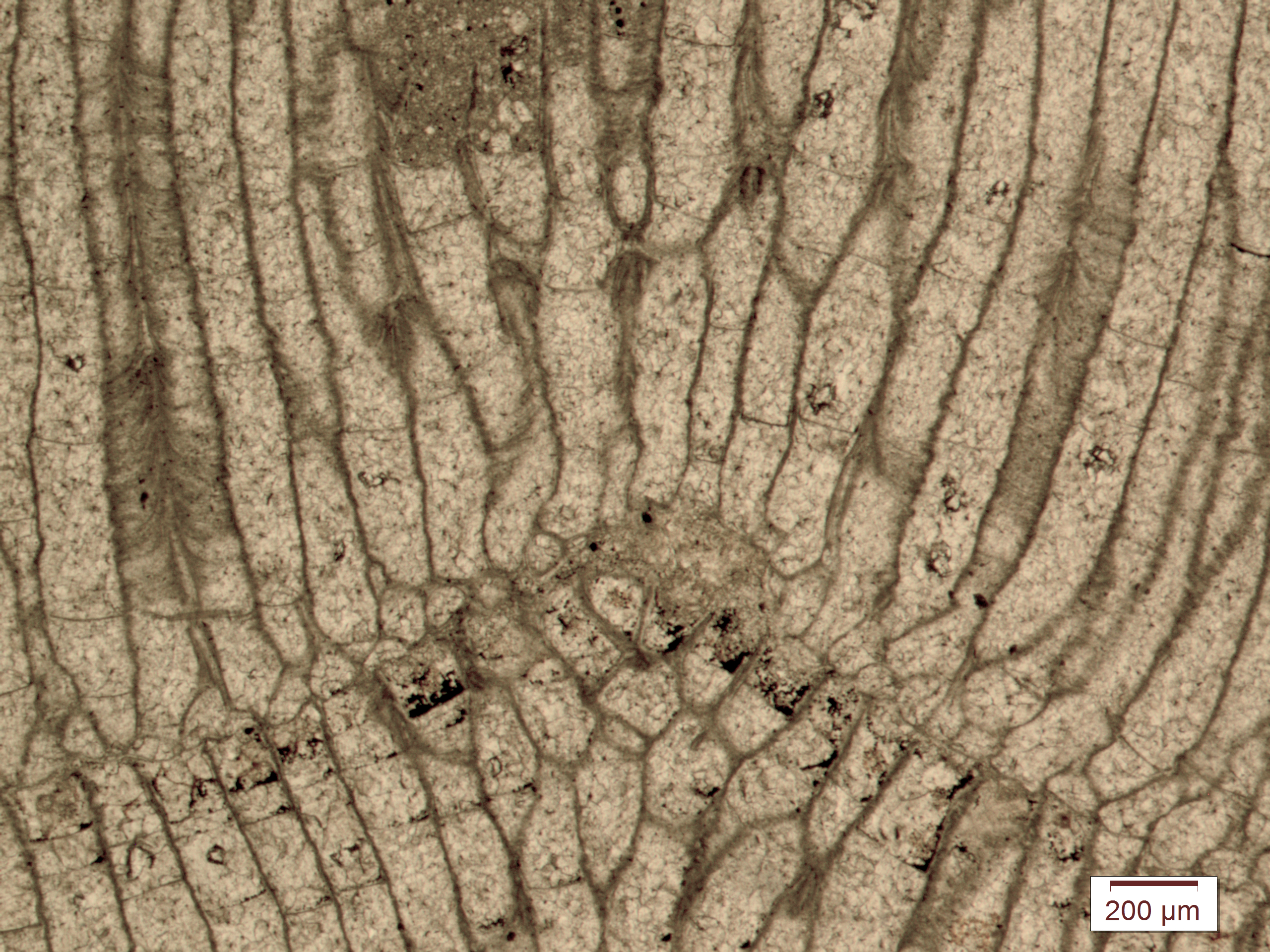
Secțiunea subțire longitudinală a unei bryozoa

Există patru tipuri de bază de țesuturi animale: țesutul epitelial, țesutul muscular, țesutul conjunctiv și țesutul nervos. Toate țesuturile animale sunt considerate a fi subtipuri ale acestor patru tipuri principale de țesut (de exemplu, sângele este clasificat ca țesut conjunctiv, deoarece celulele sanguine sunt suspendate într-o matrice extracelulară, plasma).
- Țesut epitelial
- Țesut muscular
  - Mușchi neted
  - Mușchi scheletic
  - Mușchi cardiac
- Țesut conjunctiv
  - Țesut conjunctiv general
    - Țesut conjunctiv lax
    - Țesut conjunctiv dens

  - Țesut conjunctiv special
    - Cartilaj
    - Os
    - Sânge
    - Limfă
- Țesut nervos
  - Sistemul nervos central
  - Sistemul nervos periferic
  - Receptori specializați

## Clasificarea țesuturilor vegetale
Pentru plante, studiul țesuturilor lor intră în domeniul anatomiei plantelor, cu următoarele tipuri principale:
- Țesut meristematic (de creștere)
- Țesut definitiv (adult)
  - Țesut conducător
  - Țesut de apărare
  - Țesut fundamental
  - Țesut mecanic
  - Țesut secretor

## Analiza histologică
Probele histologice permit analiza microscopică a țesuturilor.

### Fixarea probelor

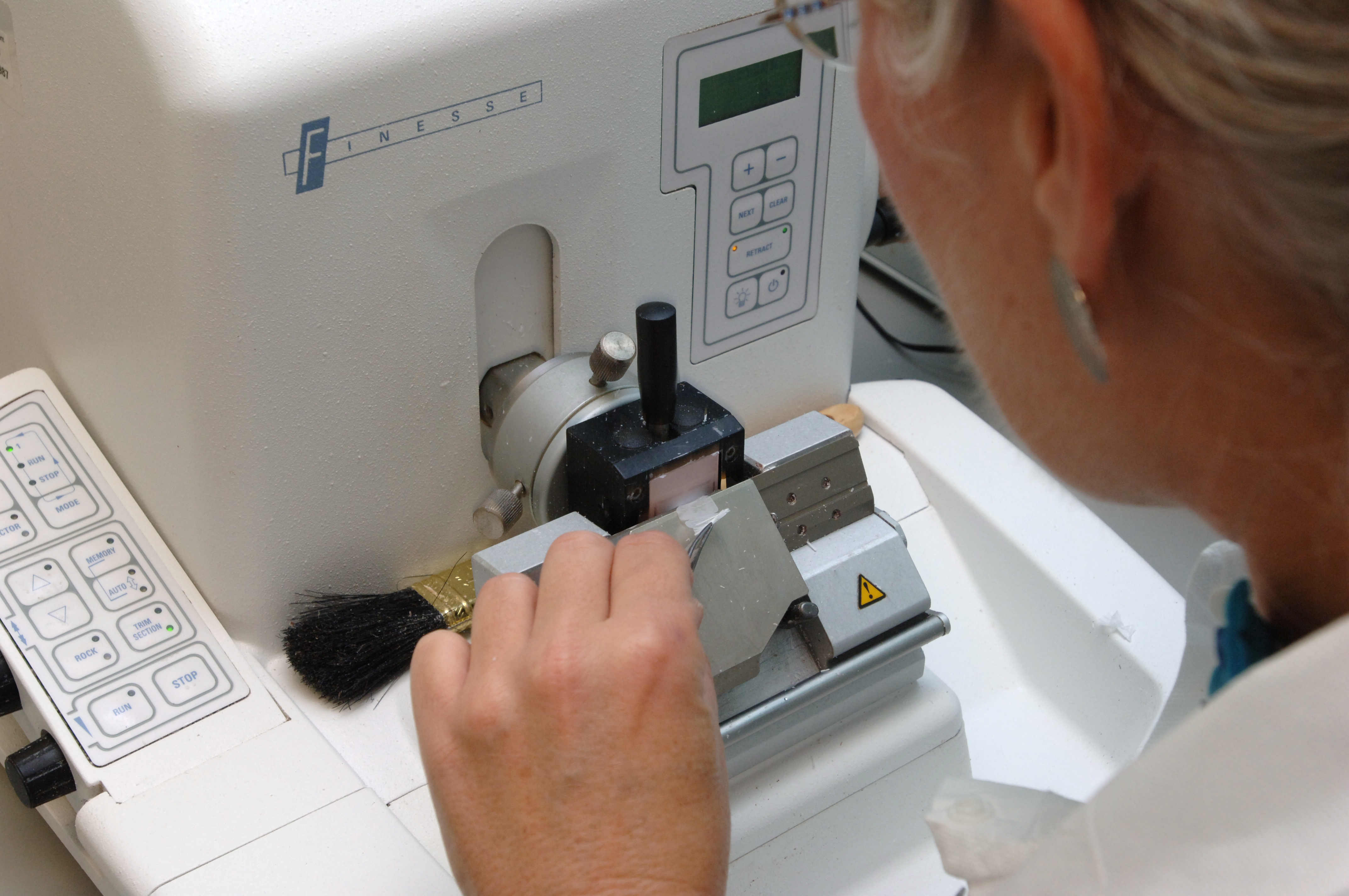
Microtomul este folosit pentru a tăia o panglică de secțiuni de 5 microni grosime din blocul de parafină. Cinci microni reprezintă 1/200 dintr-un milimetru.

Fixativele chimice sunt utilizate pentru a conserva și menține structura țesuturilor și celulelor. Țesuturile sunt întărite prin fixare, ceea ce ajută tăierea secțiunilor subțiri necesare pentru observația la microscop. În general, fixativele conservă țesuturile și celulele prin legarea ireversibilă a proteinelor. Cel mai utilizat fixativ pentru microscopia optică este formaldehidă.

### Selecția și tăierea

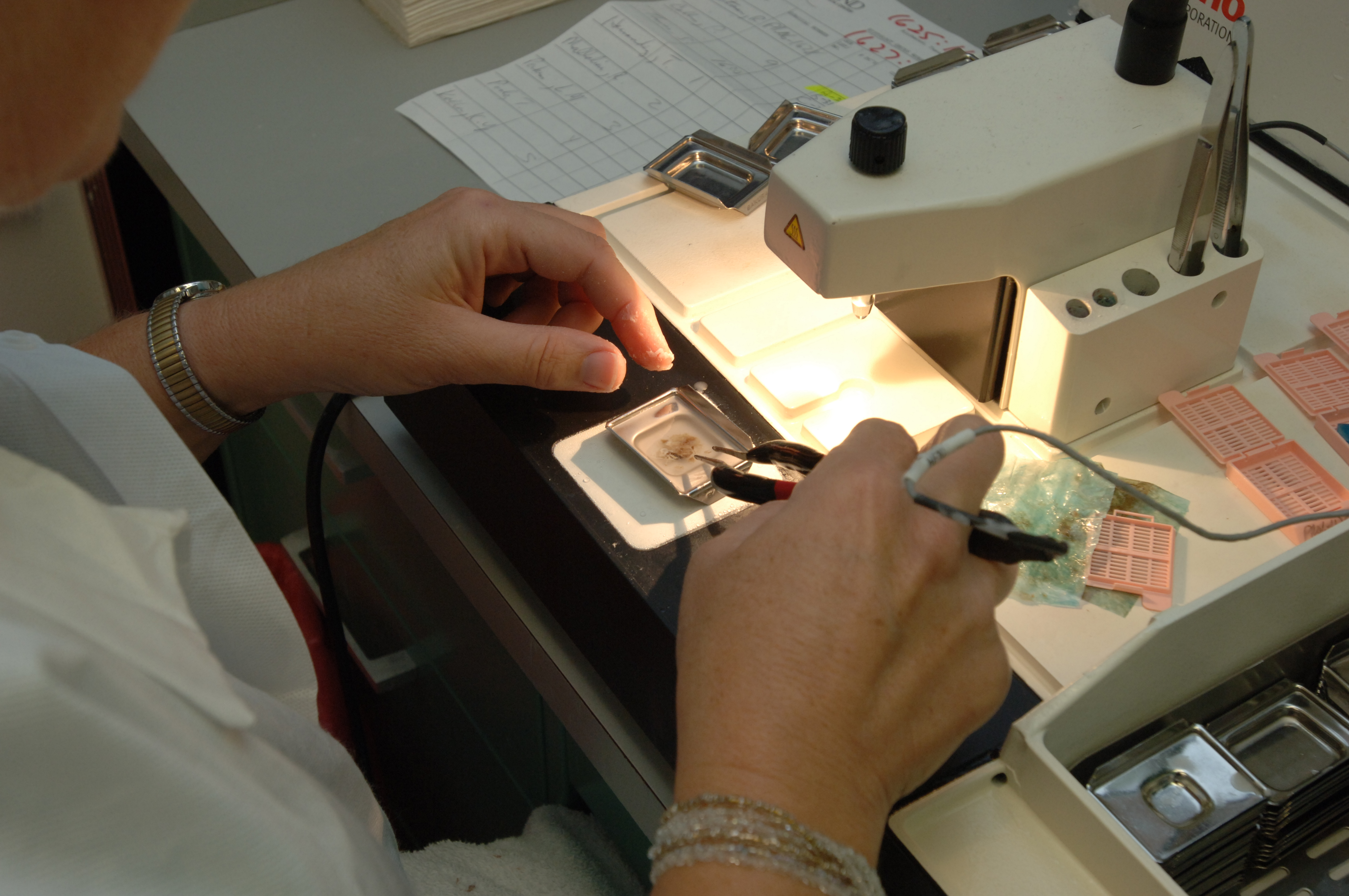
Eșantionul histologic este încorporat în ceară de parafină (Țesutul este ținut în partea de jos a unei matrițe metalice și se toarnă mai multă parafină topită pentru a o umple.)

Selecția reprezintă alegerea țesutului relevant în cazurile în care nu este necesar să se supună întreaga masă de țesut procesării suplimentare. Restul poate rămâne fixat în cazul în care trebuie examinat ulterior.
Tăierea reprezintă tăierea probelor de țesut pentru a expune suprafețele relevante pentru secționare ulterioară. De asemenea, se creează probe de țesut de dimensiuni adecvate pentru a se potrivi în casete.

### Încorporarea
Țesuturile sunt încorporate într-un mediu mai dur, atât pentru a oferi suport, cât și pentru a permite tăierea unor secțiuni subțiri de țesut. În general,  apa trebuie mai întâi îndepărtată din țesuturi (dehidratare) și înlocuită cu un mediu care se solidifică direct sau cu un lichid intermediar (dezinfectare) care este miscibil cu mediul de încorporare.

### Secționarea

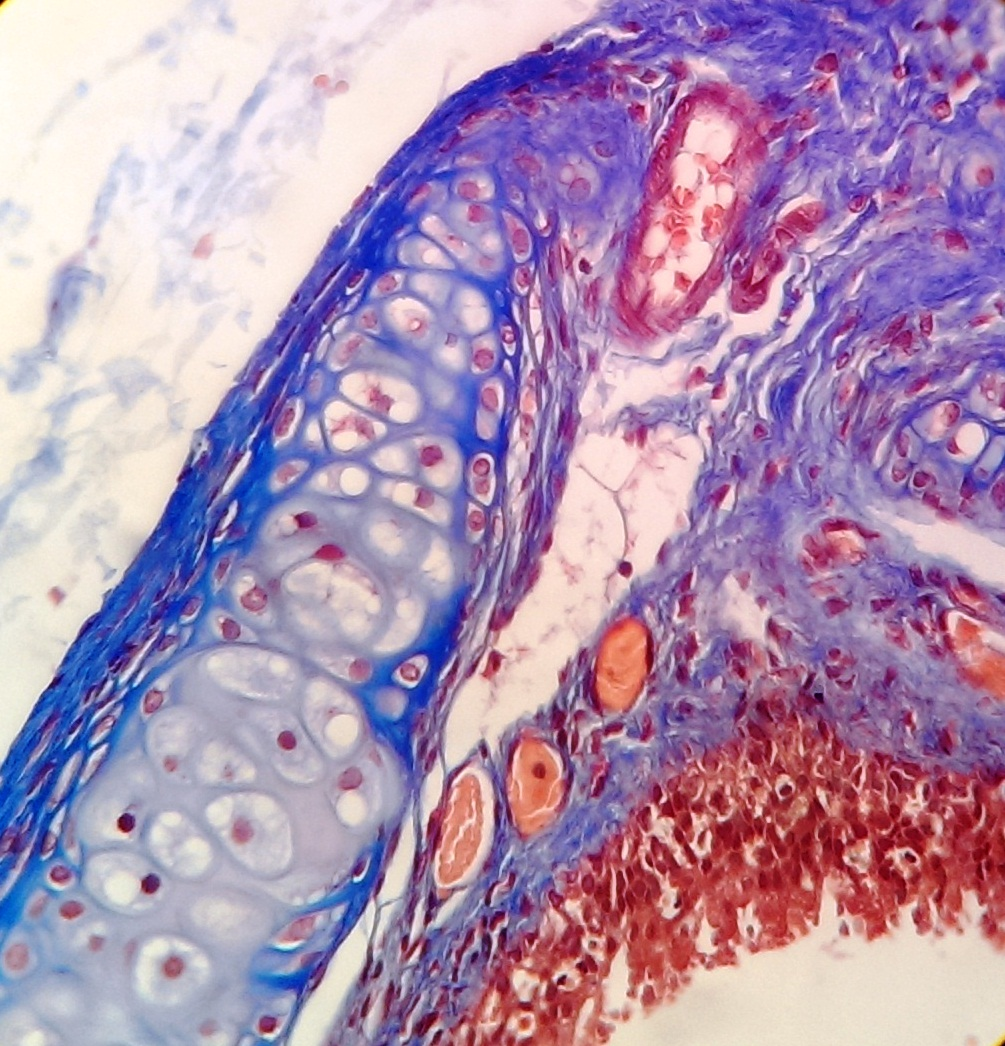
Mușchiul este colorat în roșu, în timp ce cartilajul este de culoare albastră. Unele dintre celulele roșii din sânge sunt, de asemenea, vizibile în această imagine, ca nuanțe de roz/roșu.

Pentru microscopia luminoasă, se utilizează un cuțit montat într-un microtom pentru a tăia secțiuni de țesut (de obicei între 5-15 micrometri grosime) care sunt montate pe o lamă de microscop din sticlă.
Pentru microscopia electronică de transmisie (TEM), se folosește un cuțit din diamant sau sticlă montat pe un ultramicrotom pentru a tăia secțiuni de țesut cu grosimea între 50 și 150 nanometri.

### Colorarea
Țesuturile biologice au un contrast inerent scăzut atât în microscopul cu lumină, cât și în microscopul electronic. Colorarea este utilizată pentru a adăuga contrast țesutului și pentru a evidenția anumite caracteristici de interes. Atunci când colorantul este folosit pentru a viza un component chimic specific al țesutului (și nu structura generală), termenul utilizat este histochimie.
Unul dintre cel mai utilizat colorant este hematoxilina și eozina, care ajută la vizualizarea structurii generale a țesuturilor. Hematoxilina colorează nucleele celulare în albastru, iar eozina colorează citoplasma și alte părți ale țesuturilor în nuanțe de roz.

### Artefacte
În timpul procesării țesuturilor, uneori apar artefacte. Acestea sunt modificări ale țesuturilor care pot interfera cu observarea lor normală la microscop. Artefactele pot fi cauzate de pigmenți formați de fixative, micșorarea țesuturilor sau schimbări de culoare.